# 雅辛·阿德利
雅辛·齐奈丁·阿德利（法語：Yacine Zinedine Adli；2000年7月29日—），是一名法國職業足球員，現時效力意甲球隊AC米兰，曾效力於巴黎聖日耳門。司職中場。

## 球會生涯

### 巴黎聖日耳門
2018年5月19日，阿德利於聯賽煞科戰對陣卡昂的比賽中，首次於一線隊上陣，他於比賽中在第83分鐘後備入替克里斯托弗·恩昆库，最終雙方以0比0打平。

### 波尔多
2019年1月31日，即2018-19年冬季转会窗口的最后一天，阿德利以一份4年半的合同加盟了联赛对手波尔多。

## 國家隊生涯
阿德利於法國塞纳河畔维特里出生，並擁有阿爾及利亞血統。他代表法國的青年國家隊上陣，曾代表法國 U17上陣2017年國際足協U-17世界盃和2017年歐洲U-17足球錦標賽的比賽。

## 生涯統計
截至2018年5月19日
| 球會         | 賽季        | 聯賽             | 聯賽 | 聯賽 | 足總盃 | 足總盃 | 聯賽盃 | 聯賽盃 | 歐洲賽事 | 歐洲賽事 | 其他賽事 | 其他賽事 | 總計 | 總計 |
| 球會         | 賽季        | 聯賽             | 出場 | 入球 | 出場   | 入球   | 出場   | 入球   | 出場     | 入球     | 出場     | 入球     | 出場 | 入球 |
| ------------ | ----------- | ---------------- | ---- | ---- | ------ | ------ | ------ | ------ | -------- | -------- | -------- | -------- | ---- | ---- |
| 巴黎聖日耳門 | 2017-18賽季 | 法國甲組足球聯賽 | 1    | 0    | 0      | 0      | 0      | 0      | 0        | 0        | 0        | 0        | 1    | 0    |
| 生涯總計     | 生涯總計    | 生涯總計         | 1    | 0    | 0      | 0      | 0      | 0      | 0        | 0        | 0        | 0        | 1    | 0    |

## 外部連結
- 雅辛尼·艾迪利 （页面存档备份，存于）於FFF網站上的資料
- 雅辛尼·艾迪利 （页面存档备份，存于）於巴黎聖日耳門官方網站上的資料